# Socalled
Socalled, pseudonimo di Josh Dolgin (Ottawa, 28 dicembre 1976), è un rapper e produttore discografico canadese, conosciuto soprattutto per la mescolanza di ritmi hip hop, klezmer ed altri stili musicali come il Drum'n'Bass sino ad arrivare alla musica folk.
Di origini ebraiche-ucraine, oltre ad aver pubblicato tre album al 2006, ha lavorato proficuamente con artisti di fama internazionale come C-Rayz Walz, Chilly Gonzales e Sophie Solomon.
Socalled ha un'amplissima collezione di dischi tra cui spiccano diverse registrazioni destinate ai bambini, da cui ha attinto ampiamente per la realizzazione del suo album del 2005 dal titolo The So Called Seder: A Hip Hop Haggadah, rivisitando il tutto attraverso le influenze della sua discendenza ebraica.

## Discografia
- 2003: Solomon&SoCalled - Hiphop Khasene
- 2005: The So Called Seder: A Hip Hop Haggadah
- 2006: Ghetto-Blaster